# TKh14
TKh14 – polskie oznaczenie na PKP parowozu tendrzaka austriackiej serii kkStB 394, produkowanego w latach 1891–1904, o układzie osi C. Koleje austro-węgierskie miały ich tylko 7 sztuk, z tego po 1918 roku 3 znalazły się na PKP.

## Historia
Austriackie Cesarsko-Królewskie Koleje Państwowe przejęły w latach 1895–1904 ogółem siedem małych tendrzaków o układzie osi C, wyprodukowanych przez Lokomotivfabrik Floridsdorf i zaliczonych na kkStB jako seria 394.
Dwie lokomotywy, o nazwach własnych „POTOCKI” i „SIEMIENSKI” zbudowano dla obsługi linii lokalnej Lwów – Jaworów w 1895 roku, a w 1904 roku zbudowano trzecią lokomotywę „ADAM GOŁUCHOWSKI”. Otrzymały one na kkStB numery 9441 – 9443, a od 1905 roku: 394.41 – 394.43.
Dodatkowo, w 1904 roku kolej kkStB przejęła Koleje Styryjskie (StLB, Steiermärkische Landesbahnen), a wraz z nimi cztery lokomotywy tego samego typu zbudowane w 1891 roku dla obsługi linii Cilli – Wöllan (Celje – Velenje w obecnej Słowenii). Nosiły one tam numery 1-4 i nazwy „AUSTRIA”, „STYRIA”, „GUNDACKER” i „THERESE”, a na kkStB otrzymały numery 394.44 – 394.47.

## Służba po I wojnie światowej
Po I wojnie światowej trzy lokomotywy serii 394 z linii Lwów – Jaworów trafiły na Polskie Koleje Państwowe, gdzie otrzymały oznaczenie serii TKh14 (numery TKh14-1 do TKh14-3). Wycofano je ze służby do 1937 roku.
Z pozostałych lokomotyw, dwie otrzymały po wojnie koleje włoskie FS, gdzie oznaczono je numerami 826.001 i 002. Zostały one wycofane do 1924 roku.
Ostatnie dwie lokomotywy otrzymały koleje jugosłowiańskie, gdzie weszły do służby pod numerami JDŽ 151-020 i 151-021. Druga z tych lokomotyw została podczas II wojny światowej przejęta przez Koleje Niemieckie pod numerem DRB 98 7051. Ostatecznie obie trafiły na Kolej Jesenice w Słowenii, pod numerami N-III i N-IV.